# St. Petri (Dorna)

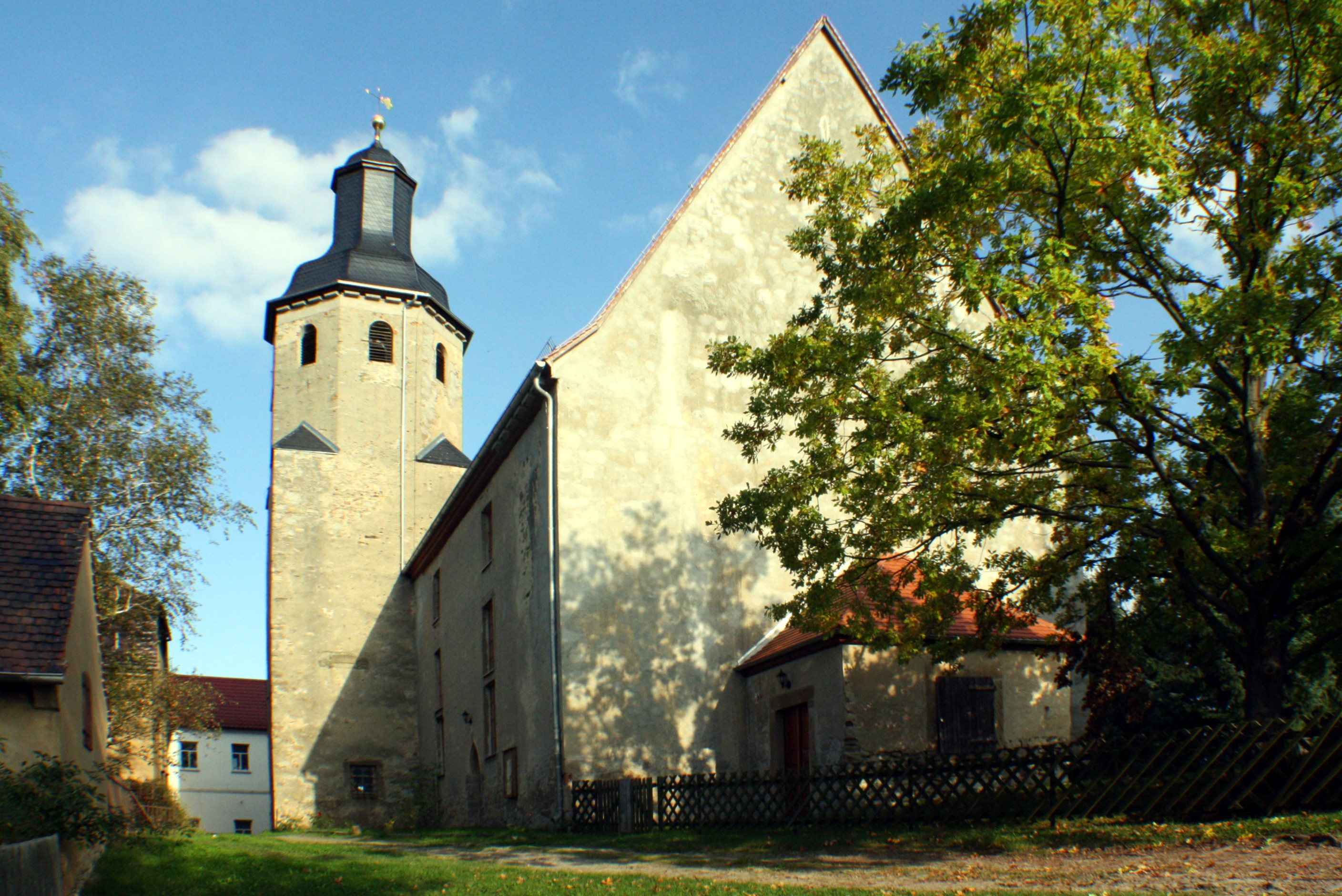
Die Kirche

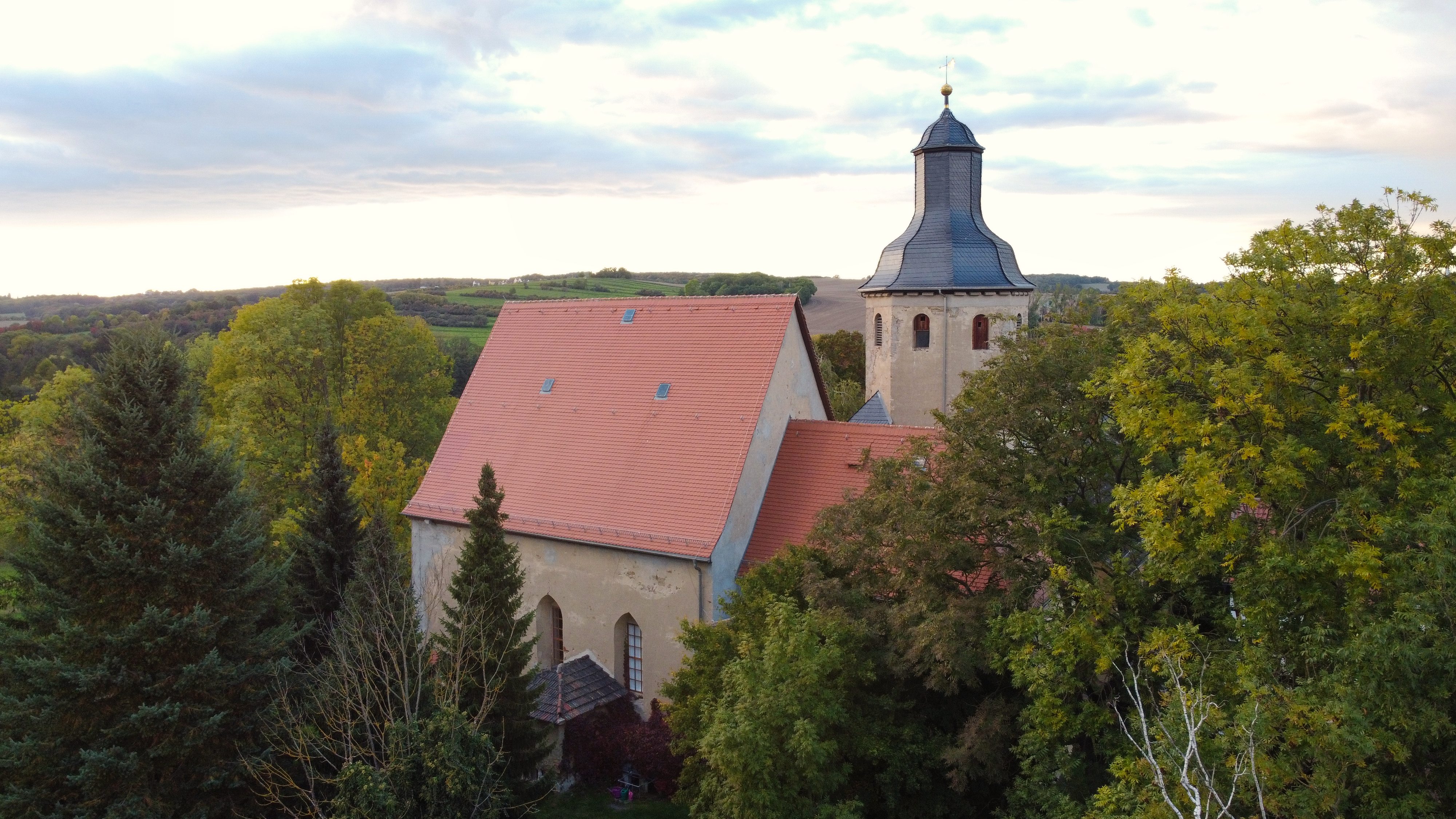
Luftaufnahme, 2022

Die evangelische Dorfkirche St. Petri steht im Ortsteil Dorna der kreisfreien Stadt Gera in Thüringen. Sie gehört zur Kirchengemeinde Pölzig, Dorna, Röpsen und Roschütz im Kirchenkreis Gera der Evangelischen Kirche in Mitteldeutschland.

## Geschichte
Die Kirche ist im 13. Jahrhundert gebaut worden, was zwei lanzettförmige, von außen zugemauerte Fenster an der Ostseite nahelegen.
Im 16. Jahrhundert fügte man ein zweijochiges Kreuzrippengewölbes auf stark hervorstehenden rechteckigen Wandpfeilern und halbrunden Ecksäulen ein.
Um 1600 entstand der Taufstein.
An der Südseite des Triumphbogens steht die reich geschmückte Kanzel. 1651 folgte der Bau des Korbes und 1681 des Schalldeckels.
Im 17. Jahrhundert erfolgten Umbauten neben dem Einbau der Emporen, 1889 weitere Instandsetzungen und Restaurierungen.